# Leszek Krówczyński
Leszek Krówczyński (ur. 8 sierpnia 1925 w Krakowie, zm. 15 lipca 1996) – polski farmaceuta, specjalista postaci leku. Profesor dr hab. n. farm. 
W latach 1970–1976 prezes Polskiego Towarzystwa Farmaceutycznego i członek honorowy tego towarzystwa od roku 1979.

## Życiorys
Po zakończeniu II wojny światowej zdał egzamin maturalny. Następnie rozpoczął studia na Wydziale Farmaceutycznym Uniwersytetu Jagiellońskiego. 
Dyplom ukończenia studiów otrzymał w 1949 roku. Już w czasie studiów rozpoczął pracę w Katedrze Farmacji Stosowanej UJ, najpierw jako wolontariusz, a następnie asystent profesora Marka Gatty-Kostyala.
Droga kariery naukowej Leszka Krówczyńskiego:
- 1950: obrona doktoratu z nauk farmaceutycznych
- 1962: habilitacja, np. rozprawy „Czas całkowitej deformacji czopka oraz zdolność uwalniania substancji leczniczej jako kryteria oceny współczesnych podłoży”
- 1969: tytuł profesora nadzwyczajnego
- 1975: tytuł profesora zwyczajnego

Leszek Krówczyński pełnił następujące stanowiska w przebiegu swojej kariery zawodowej:
- wolontariusz, st. asystent i adiunkt Katedry Farmacji Stosowanej i Wydziału Farmacji Uniwersytetu Jagiellońskiego (1945-1952)
- samodzielny pracownik naukowy, a potem kierownik Zakładu Farmacji Stosowanej w Instytucie Farmaceutycznym w Warszawie (1952-1957)
- zastępca profesora i kierownik Katedry Chemii Farmaceutycznej Akademii Medycznej w Lublinie (1954-1957)
- kierownik Zakładu Farmacji Stosowanej Akademii Medycznej w Krakowie (1957-1964)
- kierownik Katedry Farmacji Stosowanej Akademii Medycznej w Krakowie (1965-1980, od 1969 profesor)
- kierownik Katedry i Zakładu Technologii Postaci Leku i Biofarmacji Akademii Medycznej w Krakowie (1980-1995)
- dziekan Wydziału Farmaceutycznego Akademii Medycznej w Krakowie (1970-1972)
- prorektor ds. Nauki Wydziału Farmaceutycznego Akademii Medycznej w Krakowie (1972–1981, 3 kadencje)

Główne zagadnienia w pracy naukowej Leszka Krówczyńskiego to technologii postaci leku i badaniami nad ich trwałością. Zainicjował, z prof. Adamem Dankiem interdyscyplinarną gałąź wiedzy – biofarmacja.
W 1995 r. Leszek Krówczyński został uhonorowany nadaniem godności doktora honoris causa Akademii Medycznej w Lublinie.
Dorobek naukowy Leszka Krówczyńskiego to ok. 200 prac oryginalnych naukowych i 120 artykułów przeglądowych z dziedziny technologii postaci leku, biofarmacji oraz oceny skuteczności i trwałości leków.
Leszek Krówczyński był autorem i współautorem wielu publikacji książkowych, w tym 16 podręczników i monografii z zakresu farmacji.
Niektóre z nich to:
- Technologia leków parenteralnych. Leszek Krówczyński, Warszawa, Państwowy Zakład Wydawn. Lekarskich, 1968.
- Czopki we współczesnej terapii Leszek Krówczyński, Poznań : "Polfa", 1968.
- Współczesne problemy farmacji stosowanej : wybrane zagadnienia Leszek Krówczyński, Warszawa : Państwowy Zakład Wydawnictw Lekarskich, 1968.
- Receptura antybiotyków. Leszek Krówczyński, Warszawa, Państwowy Zakład Wydawn. Lekarskich, 1969.
- Nowe postacie leków Leszek Krówczyński, Warszawa : Państwowe Zakłady Wydawnictw Lekarskich, 1969.
- Technologia postaci leków; technologia galenowa. Podrę̧cznik dla studentów farmacji i farmaceutów. Leszek Krówczyński, Warszawa, Państwowy Zakład Wydawn. Lekarskich, 1969.
- Ćwiczenia z receptury; podrę̧cznik dla studentów. Leszek Krówczyński; Warszawa, Państwowy Zakład Wydawn. Lekarskich, 1975.
- Działalność naukowa i dydaktyczna Zakładu Farmacji Stosowanej w Krakowie : (rys historyczny) Leszek Krówczyński i Adolf Stawowczyk i Zbigniew Kubiak. Kraków : Akademia Medyczna im. M. Kopernika, 1977.
- Zarys technologii postaci leku : podręcznik dla studentów farmacji Leszek Krówczyński, Warszawa : Państwowy Zakład Wydawnictw Lekarskich, 1977.
- Ćwiczenia z receptury : podrę̜cznik dla studentów farmacji Leszek Krówczyński; Warszawa : Państw. Zakł. wyd. lekarskich, 1978.
- Receptura antybiotyków : formułowanie postaci leku z antybiotykami Leszek Krówczyński i Maria Kostołowska Warszawa : Państw. Zakład Wydawnictw Lekarskich, 1978.
- Postacie leku o przedłużonym działaniu Leszek Krówczyński, Warszawa : Państwowy Zakład Wydawnictw Lekarskich, 1980.
- Ćwiczenia  z receptury : podręcznik dla studentów farmacji Praca zbiorowa red. Leszek Krówczyński i Stanisława Bartkowicz Warszawa : Państw. Zakł. Wydawnictw Lekarskich, 1981.
- Interakcje w fazie farmaceutycznej Leszek Krówczyński i Edward Rybacki Warszawa : Państw. Zakład Wydawnictw Lekarskich, 1986
- Farmakodynamika : podręcznik dla studentów farmacji Jolanta Krupińska i Waldemar Janiec i Leszek Krówczyński i Włodzimierz Buczko i inni; Warszawa : Państw. Zakład Wydawnictw Lekarskich, 1986
- Extended-release dosage forms Leszek Krówczyński, Boca Raton, Fla. : CRC Press, 1987.
- Zarys farmacji klinicznej Leszek Krówczyński; Warszawa : Państwowy Zakład Wydawnictw Lekarskich, 1988.
- Receptura dla studentów medycyny Leszek Krówczyński i Kazimierz Janicki Warszawa : Wydawnictw Lekarskie PZWL, 1993.
- Receptura Leszek Krówczyński i Kazimierz Janicki Warszawa : Wydawnictwa Lekarskie PZWL, 1993
- Receptura dla lekarzy i studentów Kazimierz Janicki i Leszek Krówczyński, Warszawa : Wydawnictwo Lekarskie PZWL, 1999.
- Receptura dla studentów farmacji Leszek Krówczyński, Warszawa : Wydawnictwo Lekarskie PZWL, cop. 2000.
- Ćwiczenia z receptury Leszek Krówczyński i Renata Jachowicz; Uniwersytet Jagielloński. Wydawnictwo.; Kraków : Wydawnictwo Uniwersytetu Jagiellońskiego, cop. 2000, [ca 2006]

Działalność w Polskim Towarzystwie Farmaceutycznym:
- sekretarz Oddziału Krakowskiego (1949–1952)
- przewodniczącym Oddziału Krakowskiego (1954–1957)
- sekretarzem generalnym Zarządu Głównego w Warszawie (1960–1964)
- prezesem Zarządu Głównego (1970–1976)

W latach 1968–1972 z ramienia Polskiego Towarzystwa Farmaceutycznego brał udział
w pracach Międzynarodowej Federacji Farmaceutycznej (FIP):
- wiceprzewodniczącego (1972–1976)
- przewodniczącego sekcji akademickiej (1974–1984)
- członek Rady Nauk Farmaceutycznych (1974–1984)
- wiceprezes FIP (1984–1992).

Zmarł w 1996 r. i został pochowany na cmentarzu Rakowickim w Krakowie